# Augustin Bunea
Augustin Bunea (n. 4 august 1857, Vad, comitatul Făgăraș – d. 30 noiembrie 1909, Blaj, comitatul Alba de Jos) a fost un istoric și teolog român unit (greco-catolic), canonic mitropolitan la Blaj, membru titular al Academiei Române.

## Originea
S-a născut la 4 august 1857, în Vad din Țara Făgărașului (cunoscută și sub numele de Țara Oltului), pe atunci în comitatul Făgărașului, iar azi, în județul Brașov. A decedat la 30 noiembrie 1909, în Blaj. 
Tatăl său, Arsenie Bunea, preot greco-catolic la Vad, era originar din Mărginimea Sibiului (după unii din Tilișca, după alții din Săliște), iar mama sa, Veronica, era nepoată a colonelului-baron David Urs de Margina, care se remarcase în luptele de la Lissa, în Italia (1866). Augustin Bunea a avut un frate, Ioan Bunea, care i-a urmat tatălui său în calitate de preot paroh la Vad.

## Studiile
Primii ani de școală i-a urmat la școala confesională unită din satul natal, apoi la școala grănicerească din satul vecin (la cca 3 km distanță de Vad), Ohaba (azi în comuna Șinca, din județul Brașov), încheind studiile primare în anul 1870.
Studiile gimnaziale le-a făcut la Gimnaziul Comercial Românesc din Brașov (1870-1877), unde l-a avut coleg, între alții, pe Andrei Bârseanu, care i-a devenit bun prieten și colaborator în tot cursul vieții, iar apoi, începând din primăvara anului 1877, la Gimnaziul din Blaj. 
În toamna aceluiași an (1877) a fost trimis de către mitropolitul Ioan Vancea la Colegiul Urban Pontifical „De Propaganda fide” din Roma (1877-1882), unde a obținut doctoratul în teologie și în filosofie (1882) cu o teză despre taina Euharistiei.

## În clerul greco-catolic
Încă înainte de terminarea studiilor superioare, este hirotonit preot la Roma, în 1881, în biserica grecească, „Sf. Atanasie”, de către arhiepiscopul grec Ștefan Stefanopoli. A fost angajat în serviciul Cancelariei mitropolitane din Blaj (1882-1886), profesor la Academia Teologică de acolo (1886-1888), ocupând catedra de teologie dogmatică; a fost secretar mitropolitan (1888-1895), canonic mitropolitan (din 1895), având și alte demnități în cadrul Mitropoliei Blajului.
A fost cofondator al ziarului bisericesc-politic „Unirea”, apărut la Blaj, alături avându-i pe Vasile Hossu, Alexandru Grama, Victor Smighelschi și Izidor Marcu.

## Istoric
Augustin Bunea a publicat un mare număr de lucrări privitoare la istoria Transilvaniei și mai cu seamă de istorie bisericească, pe baza unor izvoare inedite până atunci. A fost prieten apropiat cu savantul istoric Nicolae Iorga și cu Andrei Bârseanu, fostul său coleg de la Brașov, cunoscut mai ales prin culegerea de folclor din Ardeal, făcută împreună cu cehul Jan Urban Jarník.

## Afilieri
În 1901 a fost ales membru corespondent al Academiei Române, iar în 1909 a fost numit membru titular. A fost membru al secției istorice a Astrei, de la Sibiu.

## Sfârșitul vieții
Augustin Bunea a decedat la Blaj, comitatul Alba de Jos, azi județul Alba, la 30 noiembrie 1909, la puțin timp după alegerea sa ca membru titular al Academiei Române, fără să mai aibă posibilitatea de a-și rosti Discursul de Recepție.

## Opera
- Mitropolitul Dr. Ioan Vancea de Buteasa. Schiță biografică, Blaj, 1890; (Ediția a II-a: Mitropolitul Dr. Ioan Vancea de Buteasa (2010), Schiță biografică, Text stabilit și cuvânt înainte de Ion Buzași, Editura Buna Vestire, Blaj ISBN 978-973-1785-78-3)
- Institutele din Blaj, (Conferință), Blaj, 1892;
- Chestiuni din istoria dreptului Bisericii Românești Unite, 2 volume, Blaj, 1893-1894;
- Șematismul Veneratului Cler al Arhidiecezei Metropolitane greco-catolice române de Alba Iulia și Făgăraș, Blaj, 1900;
- Din Istoria Românilor. Episcopul Ioan Inocențiu Klein (1728-1751), Blaș, 1900 (Biblioteca Academiei Române din Cluj-Napoca, Asociația Culturală „Augustin Bunea” Blaj, Din Istoria Românilor. Episcopul Ioan Inocențiu Klein (1728-1751), Ediția a doua, realizată prin confruntarea cu manuscrisul original de Ioan Chindriș și Niculina Iacob, Editura Napoca Star, Cluj-Napoca, 2012; ISBN 978-973-647-913-1);
- Statistica românilor din Transilvania în anul 1750 făcută de vicarul episcopesc Petru Aron, Sibiu, 1901;
- Istoria românilor ardeleni de la 1751 până la 1764, Blaș, 1902;
- Vechile episcopii românesci a Vadului, Geoagiului, Silvașului și Bălgradului, Blaș, 1902;
- Episcopii Petru Paul Aaron și Dionisiu Novacovici sau Istoria românilor din Ardeal și Ungaria, Blaj 1906;
- Istorie scurtă a Bisericii Române Unită cu Roma;
- Amintirea lui Timotei Cipariu;
- Metropolitul Sava Brancovici;
- Discursuri. Autonomia Bisericească. Diverse, Blaș, 1903 (Ediția a II-a: Discursuri, Editura Galaxia Gutenberg, Târgu Lăpuș, 2009 ISBN 978-973-141-181-1).
- Ierarchia românilor din Ardeal și Ungaria, Blaj, 1904 (Ediția a II-a: Ierarhia românilor din Ardeal și Ungaria, Editura Galaxia Gutenberg, Târgu Lăpuș, 2010, 265 de pagini, ISBN 978-973-141-174-3).

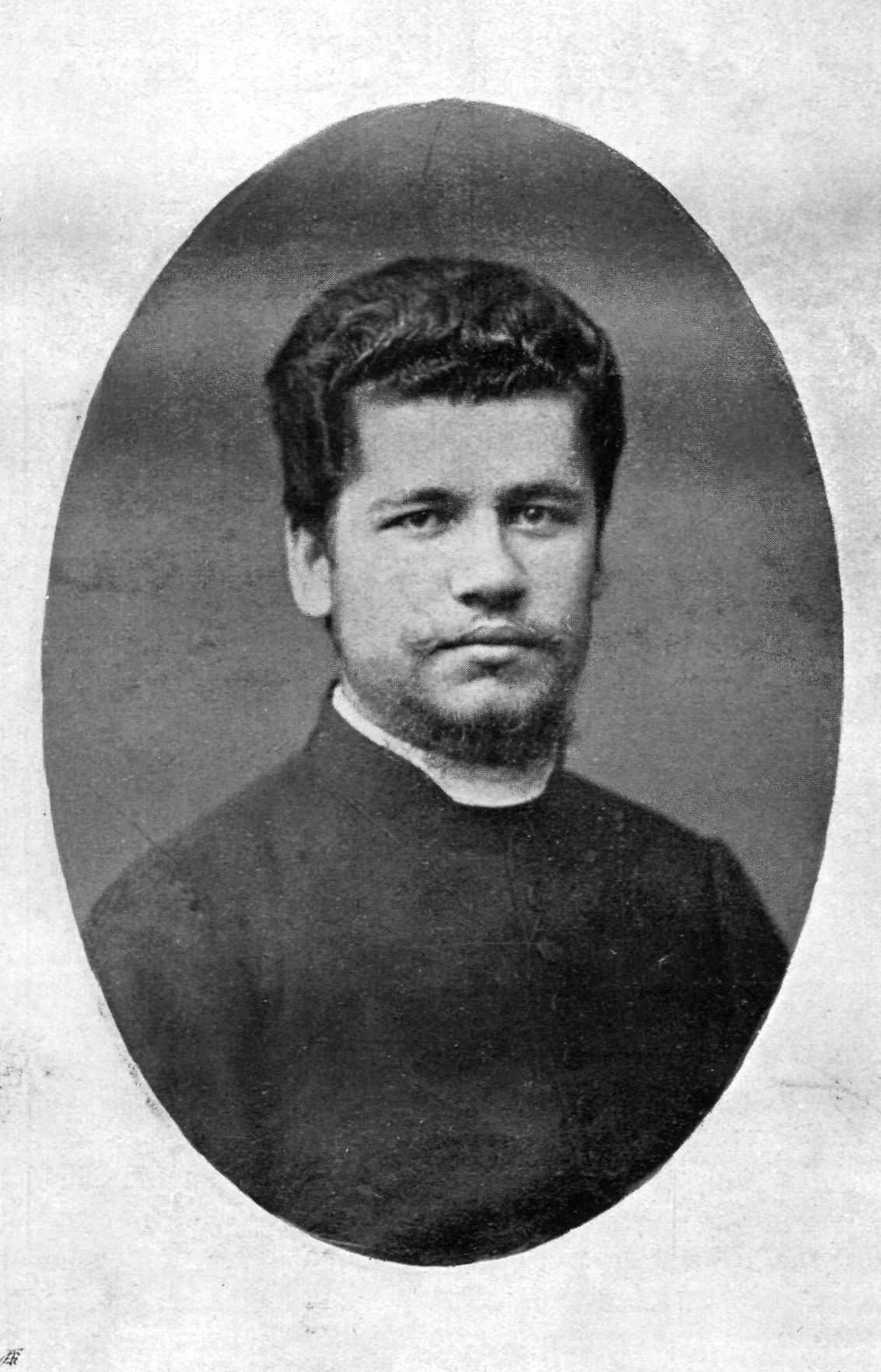
Absolvent al institutului Propaganda Fide
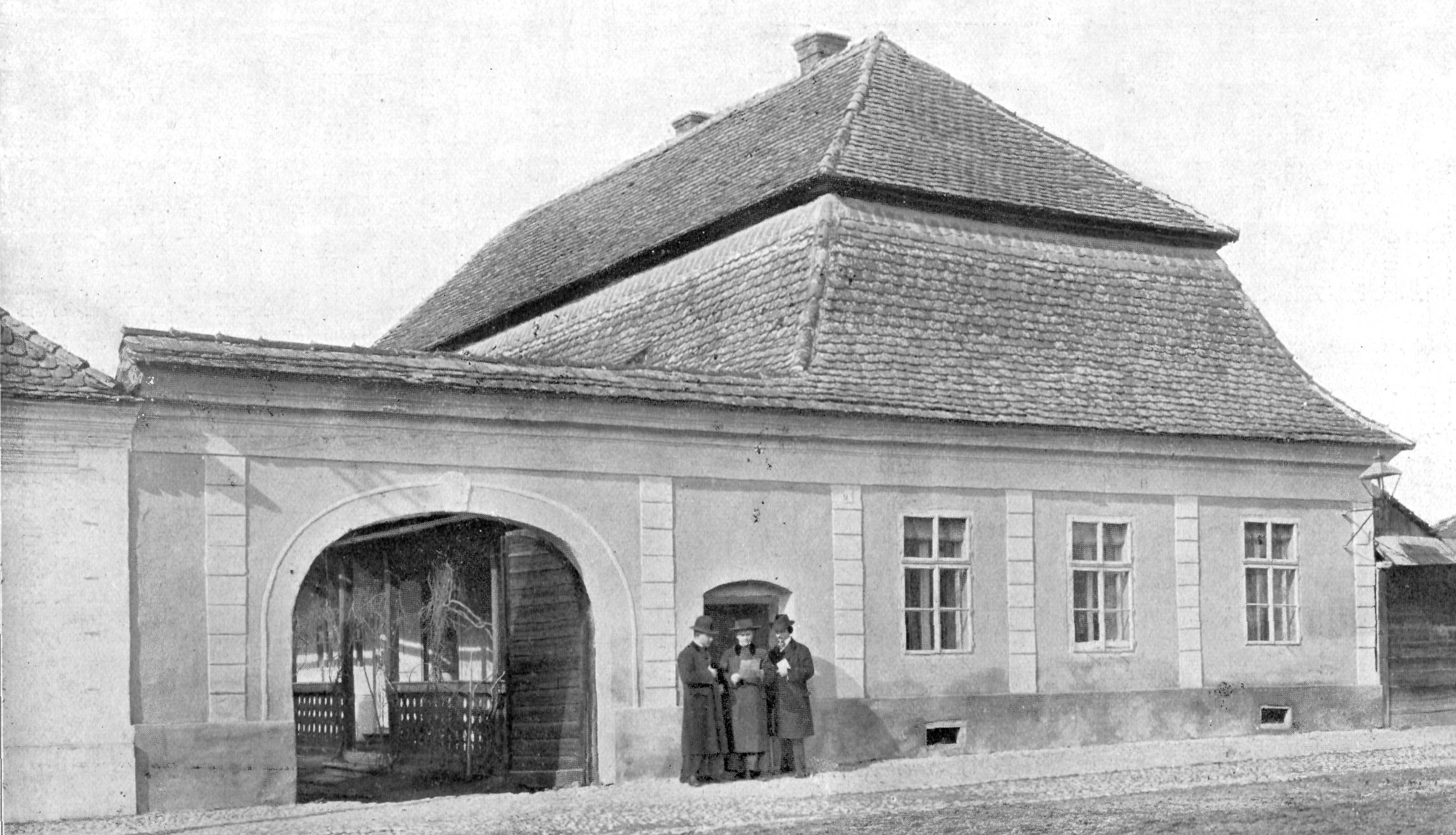
Casa din Blaj unde a locuit (foto. 1910)
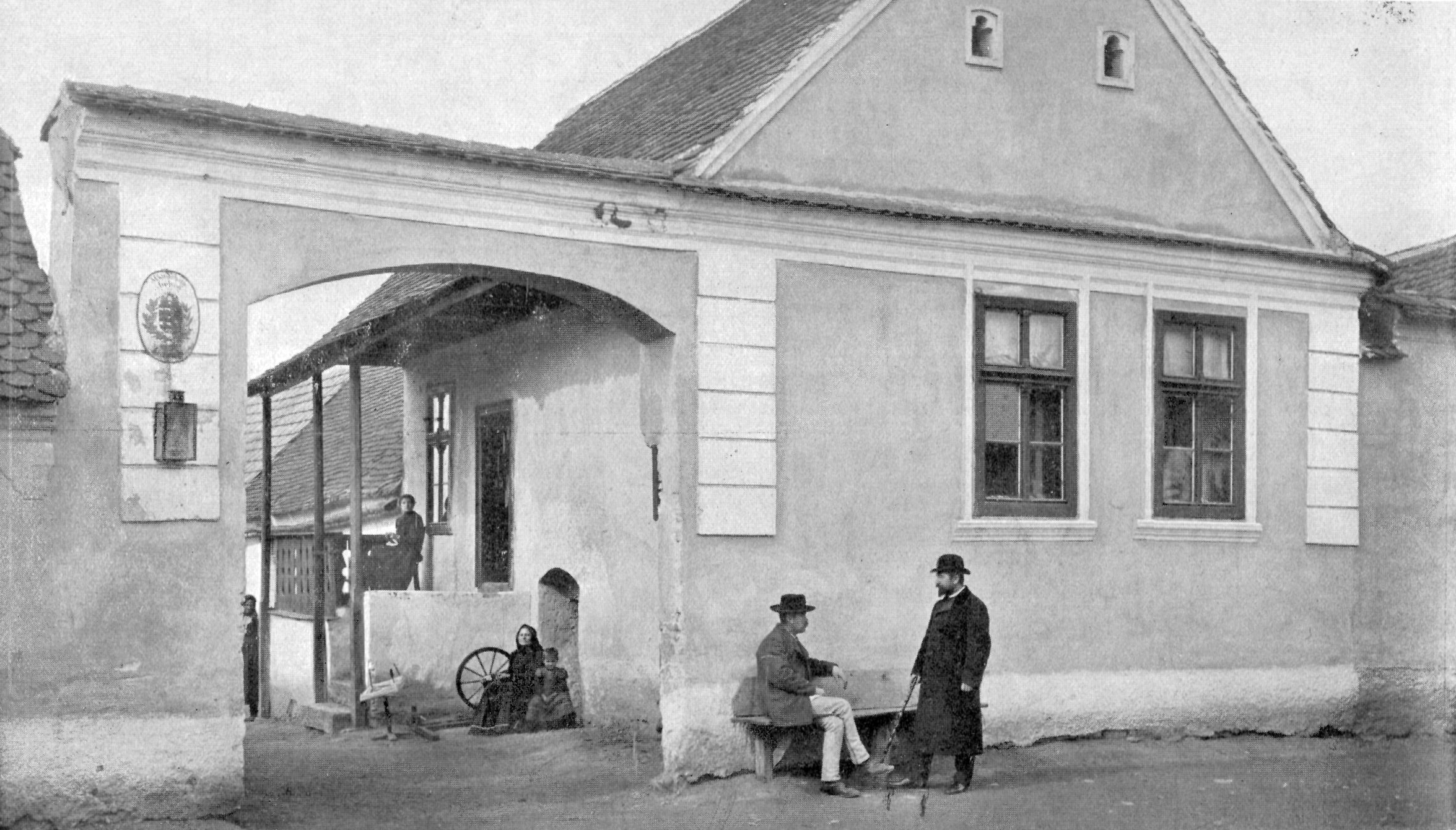
Casa părintească (foto. 1910)
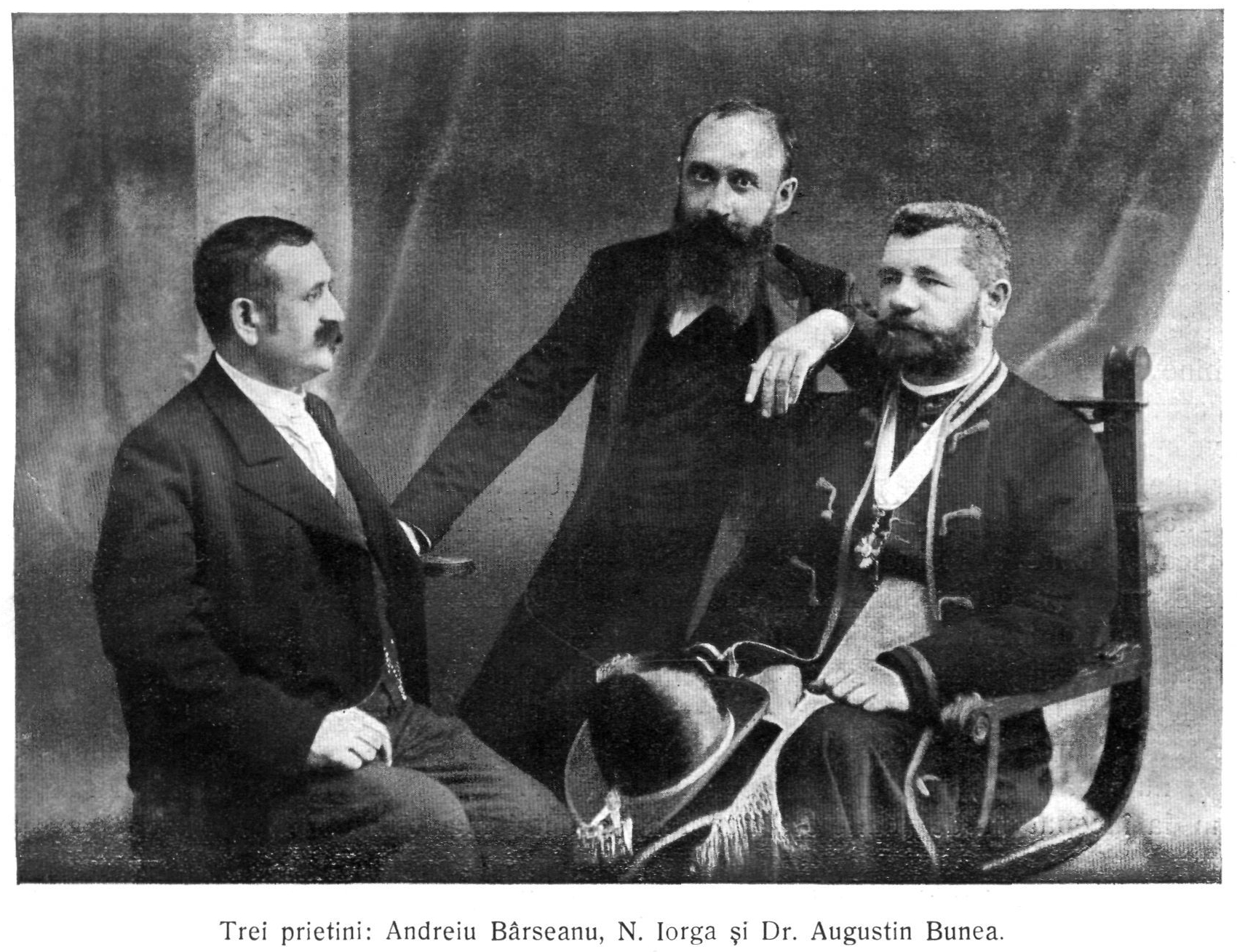
Andrei Barseanu • Nicolae Iorga • Augustin Bunea

### Articole apărute în periodice
- Gazeta Transilvaniei - Brașov,
- Transilvania - Sibiu,
- Tribuna - Sibiu,
- Unirea - Blaj (Augustin Bunea a fost cofondator al publicației, alături de episcopul Vasile Hossu, dr. Alexandru Grama, dr. Victor Smighelschi și dr. Izidor Marcu, în anul 1890).
- Foaia bisericească și școlară din Blaj,
- Enciclopedia Română - Sibiu.

### Lucrări publicate postum
- Stěpânii Țěrii Oltului, Ediția Academiei Române, XXXIV, București, 1910, (Discurs de recepție la Academia Română, care n-a fost însă rostit);
- Încercare de Istorie a Românilor până la 1382, București, 1912;
- Istoria regimentelor grănicerești, București, 1941.

## Concepția problemei Unirii românilor ardeleni cuBiserica Romei
Concepția problemei Unirii românilor ardeleni cu Biserica Romei, în viziunea Dr. Augustin Bunea, prezentată de Pr. prof. drd. Constantin Barta.
“Problema unirii cu Roma este precedată de o introducere în care se prezintă vechile raporturi existente între strămoșii noștri și Scaunul Apostolic al Romei. Augustin Bunea punctează trei chestiuni fundamentale:
- - În primele șase secole au fost uniți cu Biserica Romei prin limbă, disciplină și credință. Dacia aparținea prefecturii Illyricum și se afla sub jurisdicția Scaunului Patriarhal al Romei. Papa avea ca vicar al său în Illyricum pe Arhiepiscopul de Thessalonic;
- - „Prin Bulgari și odată cu dânșii, noi am fost despărțiți de Biserica romană, de la dânșii am primit limba slavonă în biserică și stat, care domină viața noastră intelectuală până în sec. XVII. Așa ne-a fost fatalul destin al istoriei”;
- - După despărțirea de Biserica Romei, au avut loc mai multe tentative de reunire, dar care din păcate nu au fost decât de scurtă durată;

Augustin Bunea își argumentează aceste afirmații și prin citarea unor autori și a unor izvoare istorice demne de încredere: Jung, Iaffé, Migne, Stritter, Theiner, Nylles, Șincai, D. Onciul. Scopul acestei prime părți a Șematismului este acela de a prezenta unirea cu Roma de la 1700 nu în termenii unei noutăți absolute și nefirești, ci ca un act de revenire la origini.”

## Aprecieri
- Nicolae Iorga, a spus, la moartea lui Augustin Bunea, în ședința Camerei Deputaților: „Augustin Bunea a fost o glorie a culturii românești de dincolo. Istoric desăvârșit, care a pus bazele studiilor critice privitoare la istoria Românilor din Ardeal, orator fără păreche, scriitor din aceia cu care Românii de dincolo își fac cinste, Augustin Bunea a ținut strânse, în toată activitatea sa literară, legăturile culturale ale Românilor din Ardeal cu Românii de aici[8].”
- Un muzeu din Blaj îi poartă numele: Muzeul de Istorie „Augustin Bunea”.
- O placă de marmură așezată pe zidul unei case din centrul Blajului amintește trecătorului că în acea clădire a locuit Augustin Bunea.
- La Vad, pentru cinstirea fiului satului, Augustin Bunea, pe un perete interior al Bisericii „Intrarea în Biserică a Maicii Domnului”, a fost așezată o placă de marmură albă de Rușchița, în anul 1966.
- La 13 noiembrie 2009, la inițiativa Asociației Culturale „Augustin Bunea” Blaj, pe fațada casei părintești a lui Augustin Bunea, de la Vad, a fost dezvelită o placă de marmură neagră, pentru comemorarea a 100 de ani de la moartea savantului canonic mitropolitan.